# Warren Woodford
Warren Woodford és un veterà de la indústria informàtica que segurament és més conegut com a desenvolupador del Sistema Operatiu Mepis Linux. De ben jove va començar la seva carrera com a enginyer a AT&T Long Lines on va estar implicat en el desenvolupament i proves posteriors dels mòdems de dades i portadora del tipus T1. A l'empresa Burroughs Corporation va supervisar les primeres proves de caixers automàtics. A les darreries dels 70, va dissenyar estacions de terra per als satèl·lits TIROS N que incorporaven el processador Intel 8086. Posteriorment, es va dedicar al disseny d'estacions de treball WWMCCS per a la marina i la força aèria dels Estats Units que utilitzaven el processador matemàtic Intel 8087 per a encriptació en temps quasi-real.
A començaments dels 90, va esdevenir desenvolupador de NeXT, on va crear una tecnologia multimèdia anomenada TheLibrary que preveia la integració de contingut multimèdia als documents i la creació de biblioteques enllaçades dinàmicament semblants a les que posteriorment han evolucionat per Internet. Més endavant, això va formar la base pels sistemes que desenvolupà per a organitzacions sanitàries com Kaiser Permanente i Catholic Healthcare West per tal d'acomplir els requisits de documentació demanats per la JCAHO i els estàndards de qualitat ISO 9000.
També va col·laborar al desenvolupament d'articles comercials per a Phibro-Salomon usant ordinadors NeXT i tecnologies orientades a objectes; aquest va ser un del principals èxits a la vida dels ordinadors NeXT.
Va actuar també com assessor als Kaleida Labs (on col·laborà amb Marc Canter) i a Sun Microsystems, treballant per a Jonathan Schwartz en el desenvolupament de les Java Foundation Classes, el precursor de JavaSoft. Va desenvolupar també el primer depurador fiable per a Java i CORBA per compte de Visigenic, parts del qual es van incorporar a JBuilder després que Borland adquirís Visigenic. La seva consultoria va ser responsable també del desenvolupament d'aplicacions multiplataforma per a Ernst & Young.
Del 2002 al 2007, Warren es va centrar en el desenvolupament de MEPIS i aplicacions multiplataforma basades en MEPIS per a Linux i Mac OS, fins i tot amb Microsoft Windows. Més recentment, ha encoratjat a la comunitat de MEPIS Linux per tal que es comprometessin més en el desenvolupament i el suport de MEPIS.
El desenvolupament de MEPIS Linux va continuar sota el seu lideratge fins al 2012, en que Warren va haver de dedicar més temps a la consultoria. El 2008, la seva companyia va col·laborar a dissenyar i desenvolupar el pla de modernització de l'Intercanvi de Dades Electrònic (EDI) per a l'empresa d'assegurances mèdiques Blue Cross Blue Shield de Carolina del Nord.
Actualment, la distribució MX-Linux ha agafat el seu lloc, basant-se en Debian antiX, i encara una petita part del codi generat per Warren Woodford.